# Lucia Basson
Lucia Basson (sinh ngày 20 tháng 3 năm 1953 tại Karasburg, Vùng ǁKara) là một chính trị gia người Namibia, từng là Thống đốc của Vùng ǁKara Namibia từ tháng 4 năm 2015. Thành viên của SWAPO, Basson là thành viên của Quốc hội Namibia từ khi được chọn vào danh sách bầu cử SWAPO của Tổng thống Sam Nujoma vào năm 2005 cho đến năm 2010, khi bà suýt bỏ lỡ cuộc bầu cử lại. Cô là một nhà lãnh đạo SWAPO từ Vùng Hardap.